# Tyrannochthoniella zealandica foveauxana
Tyrannochthoniella zealandica foveauxana es una subespecie de arácnido  del orden Pseudoscorpionida de la familia Chthoniidae.

## Distribución geográfica
Se encuentra en Nueva Zelanda.